# Collegio di Sefton Central
Sefton Central è un collegio elettorale situato nel Merseyside, nel Nord Ovest dell'Inghilterra, e rappresentato alla Camera dei comuni del Parlamento del Regno Unito. Elegge un membro del parlamento con il sistema first-past-the-post, ossia maggioritario a turno unico; l'attuale parlamentare è Bill Esterson del Partito Laburista, che rappresenta il collegio dal 2010.

## Estensione

Sefton Central dal 2010 al 2024

Il collegio, alla sua creazione, sostituì Crosby e Knowsley North and Sefton East; copriva le aree residenziali settentrionali del Merseyside di Crosby, Blundellsands, Brighton-Le-Sands, Little Crosby, Thornron e Hightown, Formby and Maghull e i villaggi e le località di Aintree, Carr Houses, Freshfield, Ince Blundell, Kennessee Green, Lady Green, Little Altcar, Lunt, Lydiate, Melling, Sefton e Waddicar, nel borgo metropolitano di Sefton. Il collegio era costituito dai seguenti ward elettorali: Blundellsands, Harington, Manor, Molyneux, Park, Ravenmeols, Sudell.
Dal 2024 il collegio comprende i seguenti ward del borgo metropolitano di Sefton: Ainsdale, Blundellsands, Harington, Manor, Molyneux (distretti elettorali C1, C2 e C3), Park, Ravenmeols e Sudell.

## Membri del parlamento
| Elezione | Elezione | Deputato      | Partito   |
| -------- | -------- | ------------- | --------- |
|          | 2010     | Bill Esterson | Laburista |

## Elezioni

### Elezioni negli anni 2020
| Partito                    | Partito                                | Candidato                  | Risultati 4 luglio 2024 | Risultati 4 luglio 2024 |
| Partito                    | Partito                                | Candidato                  | Voti                    | %                       |
| -------------------------- | -------------------------------------- | -------------------------- | ----------------------- | ----------------------- |
|                            | Laburista                              | Bill Esterson              | 26 772                  | 56,42                   |
|                            | Conservatore                           | Marcus Bleasdale           | 8 490                   | 17,89                   |
|                            | Reform UK                              | Nagender Chindam           | 5 767                   | 12,15                   |
|                            | Verdi                                  | Kieran Dams                | 3 294                   | 6,94                    |
|                            | Lib Dem                                | Gareth Lloyd-Johnson       | 2 630                   | 5,54                    |
|                            | Indipendente                           | Ralph James                | 496                     | 1,05                    |
|                            |                                        |                            |                         |                         |
| Iscritti                   | Iscritti                               | Iscritti                   | 74 282                  | 100,00                  |
| ↳ Votanti (% su iscritti)  | ↳ Votanti (% su iscritti)              | ↳ Votanti (% su iscritti)  | 47 449                  | 63,88                   |
| ↳ Astenuti (% su iscritti) | ↳ Astenuti (% su iscritti)             | ↳ Astenuti (% su iscritti) | 26 833                  | 36,12                   |
|                            |                                        |                            |                         |                         |
|                            | Esito: collegio confermato a Laburista |                            |                         |                         |

### Elezioni negli anni 2010
| Partito                    | Partito                                | Candidato                  | Risultati 12 dicembre 2019 | Risultati 12 dicembre 2019 |
| Partito                    | Partito                                | Candidato                  | Voti                       | %                          |
| -------------------------- | -------------------------------------- | -------------------------- | -------------------------- | -------------------------- |
|                            | Laburista                              | Bill Esterson              | 29 254                     | 57,50                      |
|                            | Conservatore                           | Wazz Mughal                | 14 132                     | 27,78                      |
|                            | Lib Dem                                | Keith Cawdron              | 3 386                      | 6,65                       |
|                            | Brexit                                 | Paul Lomas                 | 2 425                      | 4,77                       |
|                            | Verdi                                  | Alison Gibbon              | 1 261                      | 2,48                       |
|                            | Liberale                               | Angela Preston             | 285                        | 0,56                       |
|                            | Renew                                  | Carla Burns                | 137                        | 0,27                       |
|                            |                                        |                            |                            |                            |
| Iscritti                   | Iscritti                               | Iscritti                   | 69 760                     | 100,00                     |
| ↳ Votanti (% su iscritti)  | ↳ Votanti (% su iscritti)              | ↳ Votanti (% su iscritti)  | 50 880                     | 72,94                      |
| ↳ Astenuti (% su iscritti) | ↳ Astenuti (% su iscritti)             | ↳ Astenuti (% su iscritti) | 18 880                     | 27,06                      |
|                            |                                        |                            |                            |                            |
|                            | Esito: collegio confermato a Laburista |                            |                            |                            |

| Partito                    | Partito                                | Candidato                  | Risultati 8 giugno 2017 | Risultati 8 giugno 2017 |
| Partito                    | Partito                                | Candidato                  | Voti                    | %                       |
| -------------------------- | -------------------------------------- | -------------------------- | ----------------------- | ----------------------- |
|                            | Laburista                              | Bill Esterson              | 32 830                  | 63,04                   |
|                            | Conservatore                           | Jade Marsden               | 17 212                  | 33,05                   |
|                            | Lib Dem                                | Daniel Lewis               | 1 381                   | 2,65                    |
|                            | Verdi                                  | Mike Carter                | 656                     | 1,26                    |
|                            |                                        |                            |                         |                         |
| Iscritti                   | Iscritti                               | Iscritti                   | 68 978                  | 100,00                  |
| ↳ Votanti (% su iscritti)  | ↳ Votanti (% su iscritti)              | ↳ Votanti (% su iscritti)  | 52 079                  | 75,50                   |
| ↳ Astenuti (% su iscritti) | ↳ Astenuti (% su iscritti)             | ↳ Astenuti (% su iscritti) | 16 899                  | 24,50                   |
|                            |                                        |                            |                         |                         |
|                            | Esito: collegio confermato a Laburista |                            |                         |                         |

| Partito                    | Partito                                | Candidato                  | Risultati 7 maggio 2015 | Risultati 7 maggio 2015 |
| Partito                    | Partito                                | Candidato                  | Voti                    | %                       |
| -------------------------- | -------------------------------------- | -------------------------- | ----------------------- | ----------------------- |
|                            | Laburista                              | Bill Esterson              | 26 359                  | 53,77                   |
|                            | Conservatore                           | Valerie Allen              | 14 513                  | 29,61                   |
|                            | UKIP                                   | Tim Power                  | 4 879                   | 9,95                    |
|                            | Lib Dem                                | Paula Keaveney             | 2 086                   | 4,26                    |
|                            | Verdi                                  | Lindsay Melia              | 1 184                   | 2,42                    |
|                            |                                        |                            |                         |                         |
| Iscritti                   | Iscritti                               | Iscritti                   | 67 708                  | 100,00                  |
| ↳ Votanti (% su iscritti)  | ↳ Votanti (% su iscritti)              | ↳ Votanti (% su iscritti)  | 49 021                  | 72,40                   |
| ↳ Astenuti (% su iscritti) | ↳ Astenuti (% su iscritti)             | ↳ Astenuti (% su iscritti) | 18 687                  | 27,60                   |
|                            |                                        |                            |                         |                         |
|                            | Esito: collegio confermato a Laburista |                            |                         |                         |

| Partito                    | Partito                                      | Candidato                  | Risultati 6 maggio 2010 | Risultati 6 maggio 2010 |
| Partito                    | Partito                                      | Candidato                  | Voti                    | %                       |
| -------------------------- | -------------------------------------------- | -------------------------- | ----------------------- | ----------------------- |
|                            | Laburista                                    | Bill Esterson              | 20 307                  | 41,90                   |
|                            | Conservatore                                 | Debi Jones                 | 16 445                  | 33,93                   |
|                            | Lib Dem                                      | Richard Clein              | 9 656                   | 19,92                   |
|                            | UKIP                                         | Peter Harper               | 2 055                   | 4,24                    |
|                            |                                              |                            |                         |                         |
| Iscritti                   | Iscritti                                     | Iscritti                   | 67 497                  | 100,00                  |
| ↳ Votanti (% su iscritti)  | ↳ Votanti (% su iscritti)                    | ↳ Votanti (% su iscritti)  | 48 463                  | 71,80                   |
| ↳ Astenuti (% su iscritti) | ↳ Astenuti (% su iscritti)                   | ↳ Astenuti (% su iscritti) | 19 034                  | 28,20                   |
|                            |                                              |                            |                         |                         |
|                            | Esito: collegio a Laburista (nuovo collegio) |                            |                         |                         |

## Risultati dei referendum

### Referendum sulla permanenza del Regno Unito nell'Unione europea del 2016
|             | Collegio       | Lasciare UE % | Rimanere in UE % |
| ----------- | -------------- | ------------- | ---------------- |
|             | Sefton Central | 45,1%         | 54,9%            |
|             | Inghilterra    | 53,3%         | 46,7%            |
| Regno Unito | 51,9%          | 48,1%         |                  |